# 阿托拉瓦湖

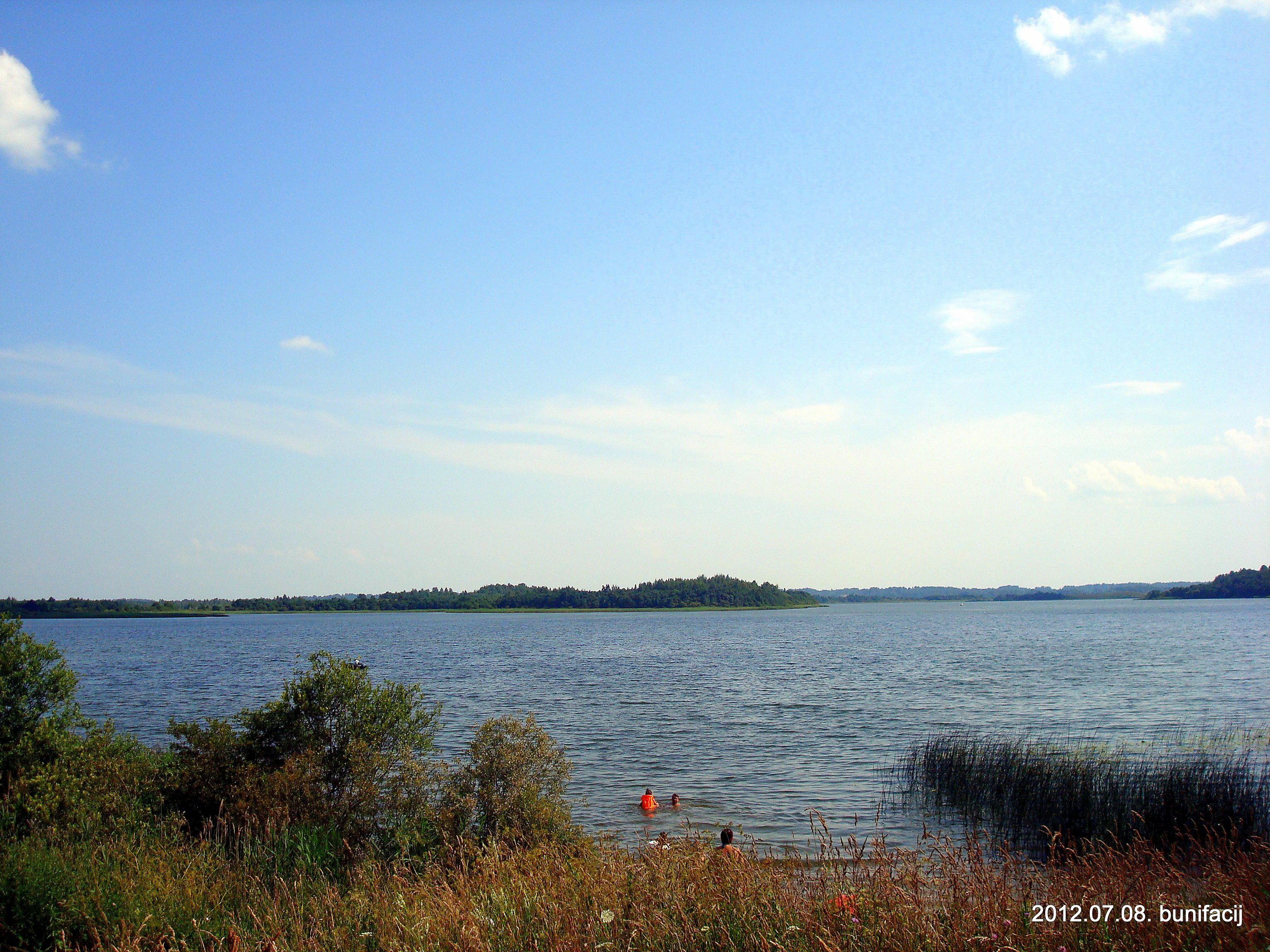
阿托拉瓦湖

阿托拉瓦湖（白俄羅斯語：Атолава）是白俄羅斯的湖泊，位於烏沙奇以東16公里，由維捷布斯克州負責管轄，長9.4公里、寬2.2公里，面積8.2平方公里，集水區面積325平方公里，海拔高度128.6米，湖岸線長度約38.8公里，最大水深16.4米。